# Chilothorax chandmanicus
Chilothorax chandmanicus är en skalbaggsart som beskrevs av Frolov 2001. Chilothorax chandmanicus ingår i släktet Chilothorax och familjen Aphodiidae. Inga underarter finns listade i Catalogue of Life.